# Sofia (fiume)
Il fiume Sofia è un corso d'acqua che scorre nel Madagascar nord-occidentale.
Sorge dal massiccio dello Tsaratanana, ad una altitudine di 1784 m e sfocia, dopo un percorso di 350 km, nel canale del Mozambico.
Alla sua origine il fiume scorre da nord a sud, sino alla confluenza con il Mangarahara, e quindi si dirige verso ovest, attraverso l'altipiano di Androna, formando rapide e cascate, la maggiore delle quali compie un salto di circa 60 m. Il fiume sfocia nella baia di Mahajamba (15.43°S 47.18°E), formando un delta lungo circa 20 km e largo circa 10 km.
Il suo bacino idrografico copre un'area complessiva di 27.315 km². I principali affluenti sono il Mangarahara, l'Anjobony e il Bemarivo (da non confondere con l'omonimo fiume del versante orientale).